# Funiculaire Saint-Paul - Fourvière
Le funiculaire Saint-Paul - Fourvière est un ancien funiculaire de Lyon. La ligne, reliait Saint-Paul (en face de la gare Saint-Paul) et montait sur la colline de Fourvière (non loin de la basilique Notre-Dame de Fourvière). Surnommé « ficelle des morts », il était utilisé pour transporter les cercueils du bas de la colline jusqu'au cimetière de Loyasse, grâce à un tramway qui prolongeait le funiculaire. La période où les habitants l'utilisaient le plus étant la Toussaint. Par manque de rentabilité la ficelle des morts est officiellement fermée le 25 décembre 1937.

## Chronologie

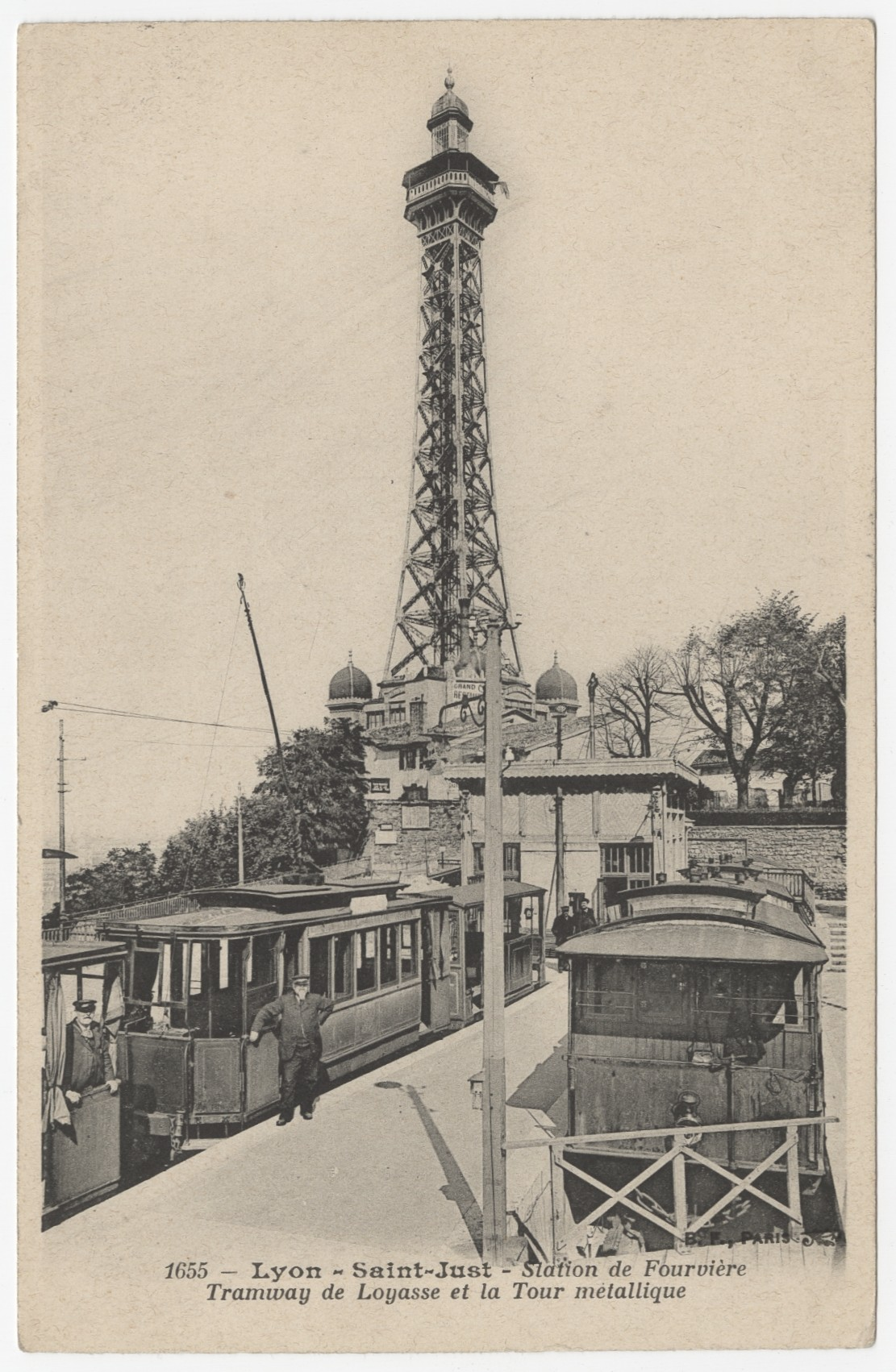
Gare de Fourvière du funiculaire.

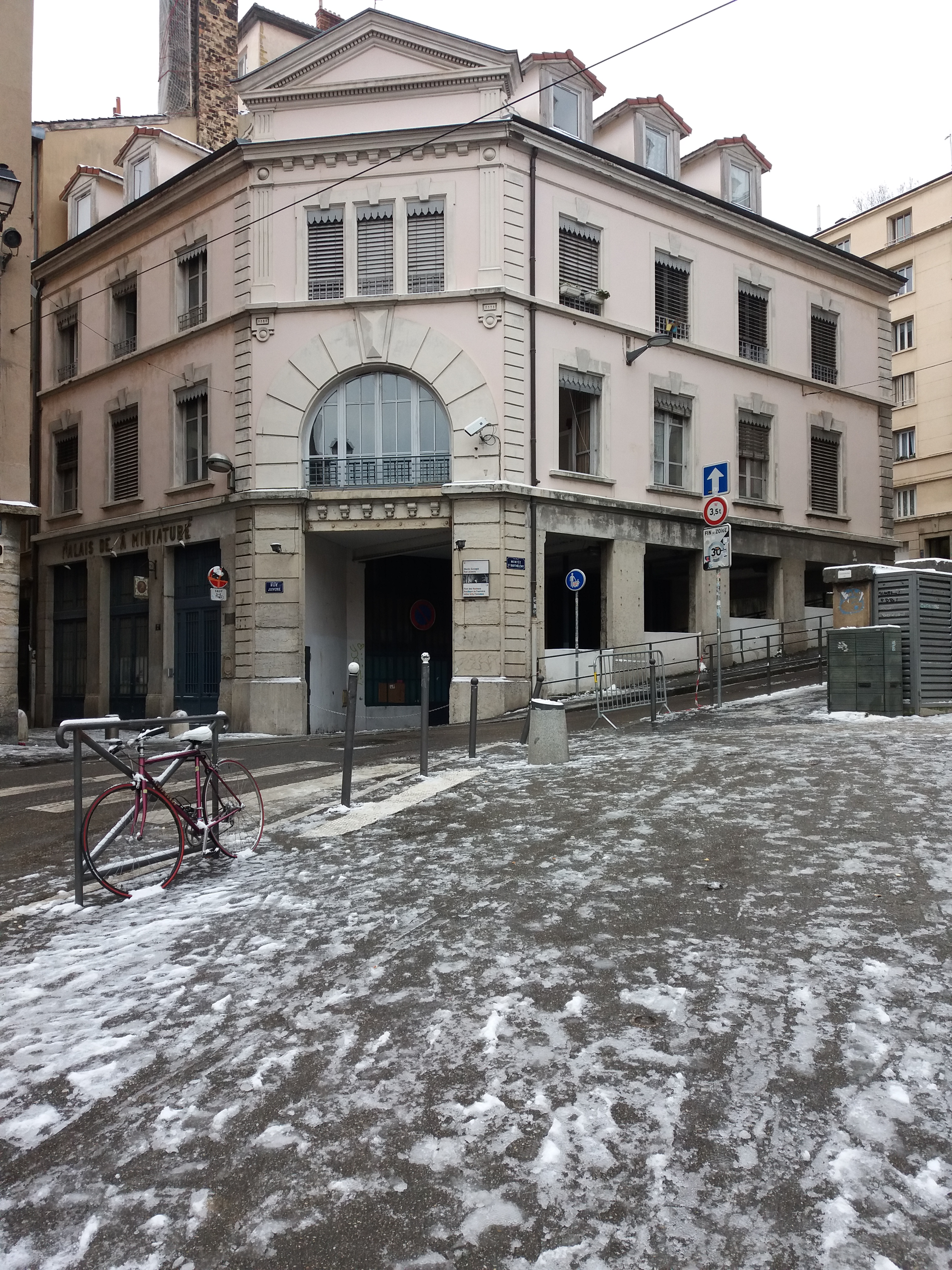
Immeuble de la société du chemin de fer Saint-Paul-Fourvière-Loyasse (SPFL) et ancienne gare de départ du funiculaire située à l'angle de la rue de la Juiverie et de la montée Saint-Barthélemy.

- 1893 : dépôt par monsieur Cornillon d'une demande de concession pour la construction d'un funiculaire entre la gare de Lyon-Saint-Paul et Fourvière, ainsi que d'un tramway en correspondance entre Fourvière et le cimetière de Loyasse
- 19 mai 1896 : convention accordée par monsieur Cornillon par la ville de de Lyon pour une durée de 70 ans
- 14 décembre 1896 : loi déclarant d'utilité publique le projet
- 3 janvier 1897 : décret approuvant la substitution de monsieur Cornillon par la Compagnie de Saint Paul à Fourvière et Loyasse (SPFL)
- 31 octobre 1900 : inauguration du funiculaire et du tramway
- 8 février et 24 juin 1900 : lettres préfectorales autorisant la prolongement de la ligne de tramway entre la Sarra et l'entrée des cimetières de Loyasse
- 31 mai 1901 : mise en service de l'extension du tramway
- 4 juin 1901 : liquidation judiciaire de la compagnie SPFL ; reprise de l'exploitation par la compagnie des Omnibus et Tramways de Lyon (OTL)
- 1908 : l'OTL rachète la compagnie SPFL
- 23 décembre 1910 : loi prolongeant la concession (date d'échéance reportée au 21 août 1984)
- 24 décembre 1910 : décret approuvant le rachat
- 14 juillet 1915 : éboulement d'une partie de la voûte (interruption du service jusqu'au 17 septembre)
- 1er janvier 1920 : interruption du service du funiculaire et du tramway
- 15 juillet 1920 : reprise du trafic du tramway
- 1er janvier 1921 : reprise du trafic du funiculaire
- décembre 1923 - 22 octobre 1925 : interruption du service pour permettre le confortement du tunnel
- 30 décembre 1924 : convention entre la compagnie OTL, la ville de Lyon et le Conseil général du Rhône pour l'électrification du funiculaire (approuvée par décret le 20 août 1925) ; projet non réalisé
- 30 décembre 1928 : avenant prévoyant le prolongement de la ligne de tramway de Loyasse jusqu'à la place de Trion ; projet non réalisé
- 25 décembre 1937 : fermeture du funiculaire (sauf services occasionnels en juillet 1939 à l’occasion d’un congrès marial, puis pour la Toussaint des années 1939 et 1940)
- 18 septembre 1939 : fermeture du tramway (sauf services occasionnels pour la Toussaint des années 1939, 1940, et 1942)
- 5 mai 1950 : déclassement officiel du funiculaire et du tramway
- 1951-1954 : dépose des voies
- Premier semestre 1952 : démontage du tablier du viaduc du tramway, aujourd'hui passerelle des Quatre-Vents.